# Ansedonia
Ansedonia est une frazione située sur la commune de Orbetello, province de Grosseto, en Toscane (Italie).

## Géographie
Ansedonia est facilement rejoignable par la Via Aurelia à une distance de 45 km de Grosseto et 10 d'Orbetello. Le village s'étend sur le promontoire du même nom qui surplombe la mer Tyrrhénienne.

### Zone protégée
- Réserve naturelle de la dune de Feniglia

## Histoire
Ansedonia est un hameau d'origine étrusque, situé sur les ruines de Cosa, ancienne ville étrusque citée par Strabon, Virgile et Rutilius (Cossa ou Cossae pour les latinistes), qui devint ensuite une colonie romaine. La ville antique a été fouillée en 1950 par Emeline Hill Richardson.
À  l'époque médiévale, le hameau était peu peuplé ;  depuis  l'Époque moderne, il est devenu un lieu de vie apprécié des élites, avec toute sa colline couverte de villas modernes luxueuses.

## Monuments
- L'église San Biagio alla Tagliata, datant au XVe siècle, construite sur un mausolée romain.
- Les tours de  guet médiéval : la  Tour de San Pancrazio et la Tour de San Biagio
- La Tour de la Tagliata, datant au XVIe siècle, transformée en villa qui fut la résidence du célèbre compositeur Giacomo Puccini.
- Les villas d'architecture contemporaine : la Villa Tonda all'Oliveto (1969-1978), la Villa Ascarelli (2003-2005) et la Villa Milone (2005-2007)[1].

## Archéologie
- le Musée archéologique national
- Site archéologique de Cosa

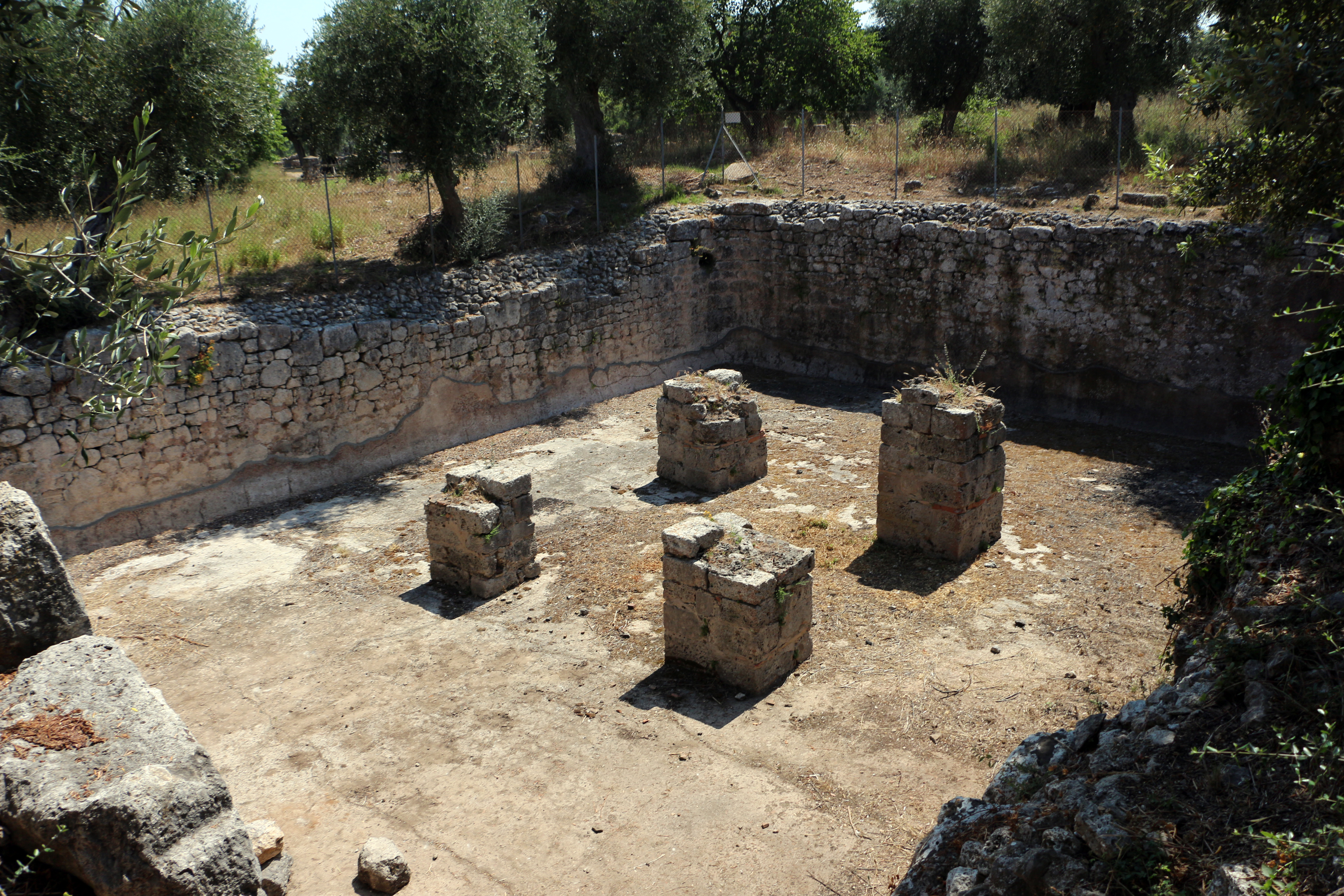
Thermes de Cosa

  - le Spacco della Regina (une anfractuosité naturelle dans la roche traçant une via Cava chère aux étrusques)
  - le temple de Jupiter
  - le forum
  - les Remparts de Cosa (fortifications du IIIe siècle av. J.-C.)